# Clemens Erlemann
Clemens Erlemann (* 27. Februar 1865 in Bochum; † 3. März 1937 in Bochum) war ein deutscher Zimmermeister, Bauunternehmer und Immobilienspekulant, der von 1898 bis 1912 federführend beteiligt war an der Entwicklung des Bochumer Ortsteils Ehrenfeld als zweitem gehobenen Wohnquartier nach dem Stadtparkviertel.
Erlemann erwarb am 28. März 1898 von Otto von Schell, seit 1857 Eigentümer des Adelssitzes Haus Rechen, nach längeren Verhandlungen 30 Morgen Land zwischen dem damaligen Grünen Weg (später Ottostraße, seit 1929 Oskar-Hoffmann-Straße) und der Eisenbahntrasse der vormaligen Bergisch-Märkischen Eisenbahn bzw. der Anschlussbahn der Zeche Friederika. Der Kaufpreis für das unmittelbar südlich an die Innenstadt anschließende Areal betrug rund 772.000 Mark, aber nur 60.000 Mark zahlte er sofort. Der Rest war durch Hypotheken abgesichert und wurde nach und nach beim Weiterverkauf der Bauparzellen an private Bauherrn beglichen, die zumeist Angestellte, Beamte und Angehörige des Besitzbürgertums waren. Die Straßen trat Erlemann unentgeltlich an die Stadt ab.

Apollo-Theater (1909)

Nachdem Otto von Schell 1902 gestorben war, erwarb Erlemann – ermutigt durch den ökonomischen Erfolg des ersten Projekts – am 23. Februar 1904 von dessen Sohn und Erben Karl von Schell (1870–1923) auch die restlichen, südlich der Ottostraße gelegenen 350 Morgen Land des Hauses Rechen. Der Kaufpreis betrug rund 2,5 Millionen Mark, wovon der Verkäufer unter Beteiligung der Märkische Bank AG 1 Million Mark sofort erhielt. Die Gemeinde Wiemelhausen genehmigte noch Erlemanns Bebauungsplan, bevor sie zum 1. April 1904 nach Bochum eingemeindet wurde.
Erlemann überließ der römisch-katholischen und der evangelischen Kirchengemeinde kostenlos je ein Grundstück mit der Auflage, auf ihnen umgehend Kirchen zu bauen – so entstanden in Ehrenfeld die evangelische Melanchthonkirche und die katholische Kirche St. Meinolphus und Mauritius. Im Tausch gegen das Grundstück des neuen Verwaltungsgebäudes für den Allgemeinen Knappschaftsverein erhielt er dessen altes Grundstück in der Innenstadt. Auf eigene Kosten errichtete er 1907 für rund 900.000 Mark das „Orpheum“ als Varieté- und „Schaustellungstheater“, später „Apollo-Theater“ genannt und Vorgängerbau des heutigen Bochumer Schauspielhauses. Die mangelnden Erträge und die hohen Umbaukosten des Objekts stürzten Erlemann 1912 in die Insolvenz. Im April 1914 zog er nach Bad Oeynhausen, über sein weiteres Leben ist nichts bekannt, außer dass er 1937 in Bochum starb.
In Bochum-Ehrenfeld wurde bereits 1905 die Clemensstraße nach ihm benannt.